# Távrou
Távrou är en ort i Cypern.   Den ligger i distriktet Eparchía Ammochóstou, i den östra delen av landet, 70 km öster om huvudstaden Nicosia. Távrou ligger 37 meter över havet och antalet invånare är 280. Den ligger på ön Cypern.
Terrängen runt Távrou är huvudsakligen platt, men åt nordväst är den kuperad. Havet är nära Távrou åt sydost. Närmaste större samhälle är Eptakómi, 6,9 km nordväst om Távrou. 